# Karel Jonáš (politik)
Karel Jonáš (13. ledna 1865 Heřmanův Městec – 2. května 1922 Praha) byl český a československý novinář a politik; šéfredaktor listu Venkov a meziválečný poslanec Revolučního národního shromáždění za Republikánskou stranu československého venkova (agrárníky).

## Biografie

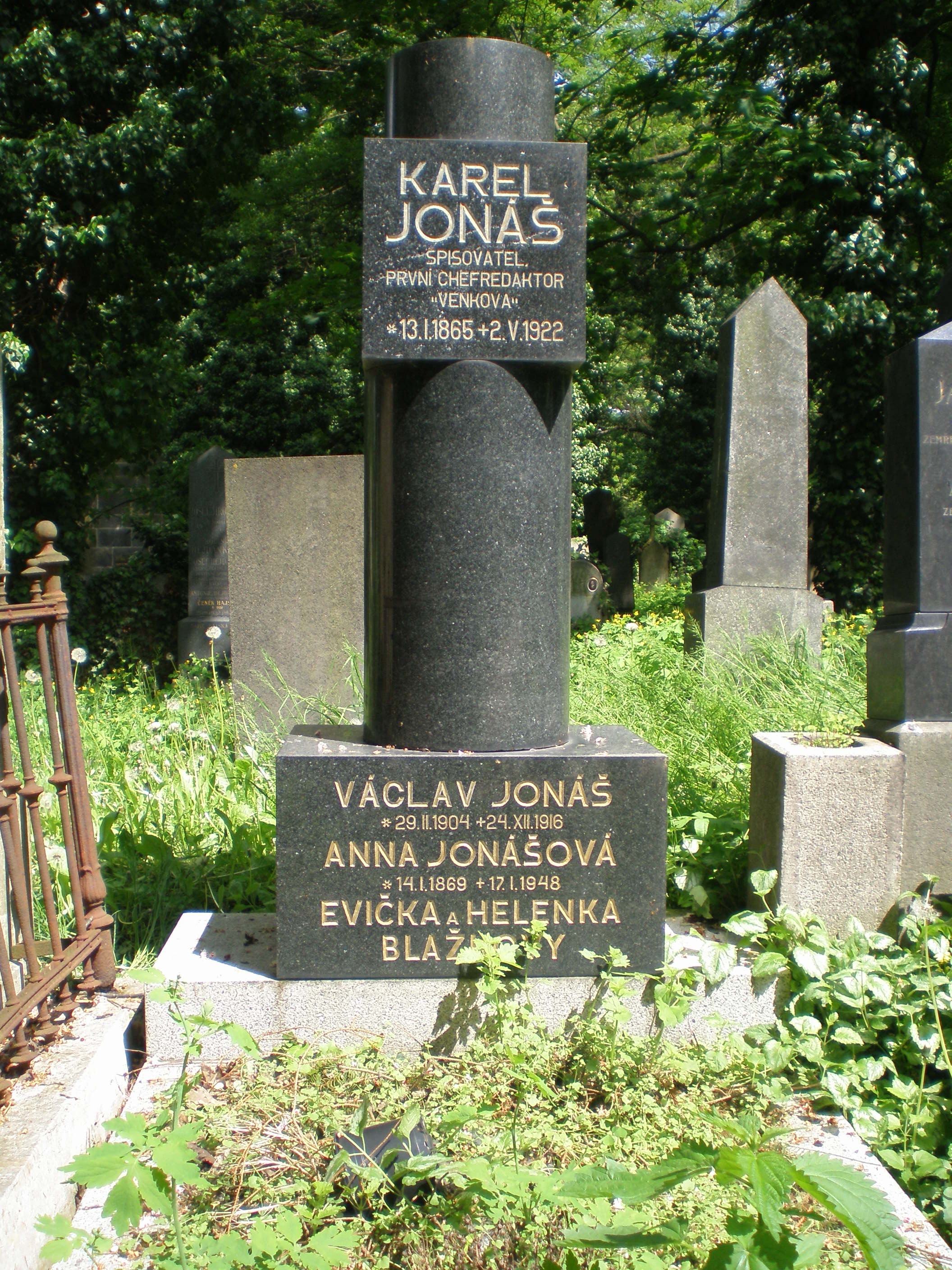
Hrob Karla Jonáše na Olšanských hřbitovech v Praze

Po gymnaziálních studiích působil jako novinář. Nejprve od 80. let 19. století v Plzni, kde redigoval Plzeňské listy, pak přešel na Českobudějovicko, kde proměnil list Budivoj na přední regionální periodikum. V 80. letech po jistou dobu patřil do redakce deníku Národní politika. Následně odešel do Brna, odkud přispíval externě do Národních listů. V moravské metropoli se aktivně podílel na kulturním a divadelním životě. Potom se vrátil zpět do Plzně do Plzeňských listů. Od počátku 20. století působil v agrárním tisku. Od roku 1906 byl prvním šéfredaktorem listu Venkov, který se díky němu stal kvalitním periodikem, jež přesahovalo svým záběrem vlastní agrární tábor. Napsal také tři knihy básní, pět divadelních her a deset románů.
V letech 1918–1920 zasedal v Revolučním národním shromáždění. Podle údajů k roku 1918 byl profesí šéfredaktorem.
Zemřel v květnu 1922.